# Kadayampatti
Kadayampatti es una ciudad y nagar Panchayat situada en el distrito de Salem en el estado de Tamil Nadu (India). Su población es de 11390 habitantes (2011). Se encuentra a 27 km de Salem y a 79 km de Erode.

## Demografía
Según el censo de 2011 la población de Kadayampatti era de 11390 habitantes, de los cuales 5920 eran hombres y 5470 eran mujeres. Kadayampatti tiene una tasa media de alfabetización del 69,74%, inferior a la media estatal del 80,09%: la alfabetización masculina es del 77,58%, y la alfabetización femenina del 61,24%.